# ويليام جوزيف هاينز
ويليام جوزيف هاينز هو محامي وسياسي أمريكي، ولد في 31 مارس 1843 في مقاطعة كلير في جمهورية أيرلندا، وتوفي في 2 أبريل 1915 في لوس أنجلوس في الولايات المتحدة. نشط حزبياً في الحزب الديمقراطي. وقد انتخب عضو مجلس النواب الأمريكي ‏.